# La Cruz del Arenal
La Cruz del Arenal är en ort i Mexiko.   Den ligger i kommunen Villa del Carbón och delstaten Mexiko, i den sydöstra delen av landet, 40 km nordväst om huvudstaden Mexico City. La Cruz del Arenal ligger 2 657 meter över havet och antalet invånare är 432.
Terrängen runt La Cruz del Arenal är huvudsakligen kuperad, men den allra närmaste omgivningen är platt. Runt La Cruz del Arenal är det tätbefolkat, med 790 invånare per kvadratkilometer. Närmaste större samhälle är Nicolás Romero, 14,6 km öster om La Cruz del Arenal. Omgivningarna runt La Cruz del Arenal är en mosaik av jordbruksmark och naturlig växtlighet.